# Pogwizdów (Basse-Silésie)
Pour l’article homonyme, voir Pogwizdów.
Pogwizdów est une localité polonaise de la gmina de Paszowice, située dans le powiat de Jawor en voïvodie de Basse-Silésie.